# ФК «Ньютон Хит (Ланкашир энд Йоркшир Рейлуэй)» в сезоне 1885/1886
Сезон 1885/86 стал для футбольного клуба «Ньютон Хит (Ланкашир энд Йоркшир Рейлуэй)» третьим после начала участия в официальных футбольных турнирах.  В этом сезоне клуб стал обладателем первого трофея в своей истории, выиграв Кубок Манчестера.
В двух предыдущих сезонах клуб выступал в Кубке Ланкашира. В сезоне 1885/86 этот турнир был разделён на две части: Большой и Малый кубки Ланкашира. «Язычники» получили приглашение в Малый кубок, однако сочли участие в нём несоответствующим статусу клуба и отказались от участия в нём.

## Кубок Манчестера и окрестностей
В предыдущем сезоне «язычники» вышли в финал Кубка Манчестера, но проиграли в нём. В первом раунде Кубка сезоне 1885/86 «Ньютон Хит», как и прошлом сезоне, встретился с клубом «Экклз». Благодаря голам Готериджа и Уоткинса «Ньютон Хит» победил соперника со счётом 2:0 и вышел в следующий раунд. Во втором раунде со счётом 5:0 была повержена «Гортон Вилла», а в третьем был разгромлен «Торнем» со счётом 10:0.
В полуфинале «Ньютон Хит» противостоял клуб «Херст», действующий обладатель Кубка, победивший «язычников» в прошлогоднем финале. Матч прошёл на нейтральном поле в районе Солфорда. «Язычники» взяли реванш за прошлогоднее поражение, одержав победу со счётом 3:1. Забитыми мячами отметились Готеридж и дважды Уоткинс.
Как и в прошлом году, финальный матч прошёл на «Уолли Рейндж» в Манчестере. Соперником «Ньютон Хит» в финале стал футбольный клуб «Манчестер». В первом тайме «язычникам» помог сильный ветер и уклон поля, и к перерыву «Ньютон Хит» вёл в счёте благодаря голам Уоткинса и Сэма Блэка. Относительно гола Уоткинса было много споров: игроки «Манчестера» считали, что Уоткинс не только был в офсайде, но и забил гол рукой. Тем не менее, гол был засчитан. Во втором тайме Фаррингтон забил гол за «Манчестер», но этого оказалось недостаточно, и «Ньютон Хит» одержал победу со счётом 2:1, выиграв первый трофей в своей истории. В отличие от прошлого года, президент Футбольной ассоциации Манчестера и окрестностей мистер У. Колберт вручил золотые медали футболистам «Ньютон Хит» и серебряные — футболистам «Манчестера». Победный состав «Ньютон Хит» в финале: У. Проберт — вратарь, Сэм Блэк и Дж. Митчелл — защитники, Дж. Стэнтон (капитан), Э. Моран, К. Фултон — хавбеки, Дж. Уоткинс, Э. Лонгтон — правофланговые нападающие, Дж. Готеридж и Э. Дейвис — левофланговые нападающие, Дж. Эрп — центральный нападающий. Главным арбитром матча был Т. Маршалл из Футбольной ассоциации Дарвена.
| Дата            | Раунд     | Соперник     | Стадион                 | Счёт | Авторы голов за «Ньютон Хит» | Зрители |
| --------------- | --------- | ------------ | ----------------------- | ---- | ---------------------------- | ------- |
| 19 декабря 1885 | Раунд 1   | Экклз        | Норт Роуд               | 2:0  | Готеридж, Уоткинс            | 500     |
| 23 января 1886  | Раунд 2   | Гортон Вилла | Норт Роуд               | 5:0  | неизвестно                   | много   |
| 13 февраля 1886 | Раунд 3   | Торнем       | Норт Роуд               | 10:0 | неизвестно                   | 1800    |
| 13 марта 1886   | Полуфинал | Херст        | Стадион в Солфорде      | 3:1  | Готеридж, Уоткинс (2)        | 6000    |
| 3 апреля 1886   | Финал     | Манчестер    | Уолли Рейндж, Манчестер | 2:1  | Блэк, Уоткинс                | 6000    |

## Товарищеские матчи
| Дата             | Соперник                                | Д / В | Счёт | Авторы голов за «Ньютон Хит»             | Зрители |
| ---------------- | --------------------------------------- | ----- | ---- | ---------------------------------------- | ------- |
| 29 августа 1885  | Кру Александра                          | Д     | 1:3  | Готеридж                                 |         |
| 12 сентября 1885 | Кирсли                                  | В     | 11:2 | неизвестно                               |         |
| 19 сентября 1885 | Блэкберн Олимпик                        | Д     | 3:4  | неизвестно                               |         |
| 26 сентября 1885 | Болтон Уондерерс Свифтс                 | Д     | 0:3  |                                          |         |
| 10 октября 1885  | Маклсфилд                               | В     | 4:3  | У. Митчелл (2), Стэнтон, Диксон          |         |
| 17 октября 1885  | Баксенден                               | В     | 2:2  | неизвестно                               |         |
| 24 октября 1885  | Блэкпул Сент-Джон                       | В     | 2:0  | неизвестно                               |         |
| 31 октября 1885  | Кру Британия                            | Д     | 3:1  | Стэнтон, Готеридж, Бич                   |         |
| 7 ноября 1885    | Дарвен энд Дистрикт                     | Д     | 1:1  | неизвестно                               | 750     |
| 14 ноября 1885   | Кру Британия                            | В     | 3:0  | Готеридж, Бич (2)                        |         |
| 21 ноября 1885   | Дарвен Хиберниан                        | В     | 2:1  | Уоткинс, неизвестно                      |         |
| 28 ноября 1885   | Фернесс Вейл Роверс                     | Д     | 2:0  | Э. Дейвис, Уоткинс                       |         |
| 5 декабря 1885   | Гринхейз                                | Д     | 4:1  | Уоткинс (2), У. Митчелл, Уокер (автогол) | много   |
| 12 декабря 1885  | Уэст Манчестер                          | Д     | 1:0  | У. Митчелл                               | 500     |
| 26 декабря 1885  | Дарвен Кэжуалз                          | Д     | —    |                                          |         |
| 2 января 1886    | Пендлтон Олимпик                        | Д     | 5:0  | Уоткинс, неизвестно                      | 800     |
| 9 января 1886    | Гринхейз                                | В     |      |                                          |         |
| 16 января 1886   | Маклсфилд                               | Д     | 3:3  | Моран, Готеридж, Г. Дейвис               | 1200    |
| 30 января 1886   | Саутпорт Сентрал                        | Д     | 4:0  | Эрп (2), Стэнтон, Г. Дейвис              | 1000    |
| 6 февраля 1886   | Лоуэр Херст                             | Д     | 2:3  | неизвестно                               |         |
| 20 февраля 1886  | Блэкберн Олимпик                        | Д     | 3:1  | Эрп, Г. Дейвис, Уоткинс                  | 3000    |
| 27 февраля 1886  | Ируэлл Спрингз                          | Д     | 2:0  | Лонгтон, неизвестно                      | 2000    |
| 6 марта 1886     | Уэст Манчестер                          | В     | 1:2  | неизвестно                               |         |
| 20 марта 1886    | Баксенден                               | Д     | 4:3  | Эрп, неизвестно                          | 1000    |
| 27 марта 1886    | Пендлтон Олимпик                        | В     | 2:2  | неизвестно                               |         |
| 29 марта 1886    | Блэкберн Олимпик                        | В     | 0:3  |                                          |         |
| 10 апреля 1886   | Фернесс Вейл Роверс                     | В     | 2:1  | Лонгтон, Эрп                             |         |
| 17 апреля 1886   | Аккрингтон (резервный состав)           | Д     | 2:1  | Эрп, Блирз                               | 1500    |
| 23 апреля 1886   | Беллс Темперенс                         | В     | 1:1  | Лонгтон                                  |         |
| 24 апреля 1886   | Дарвен энд Дистрикт                     | Д     | 2:1  | Лонгтон, неизвестно                      | 2000    |
| 26 апреля 1886   | Вест Бромвич Альбион (резервный состав) | Д     | 1:0  | неизвестно                               | 2000    |
| 8 мая 1886       | Манчестер                               | Д     | 2:3  | Эрп (2)                                  |         |
| 15 мая 1886      | Солфорд энд Дистрикт                    | В     | 2:0  | Готеридж, Уоткинс                        |         |
| 22 мая 1886      | Саут Шор                                | В     | 1:1  | неизвестно                               | 800     |

1. ↑  Перед этой игрой команды сыграли матч 6 на 6, который выиграла команда «Кру Александра».
2. ↑  Игроки «Дарвен Кэжуалз» не явились на матч.
3. ↑  Поле «Норт Роуд» было покрыто слоем льда, матч прошёл на соседнем стадионе.
4. ↑  Матч был сыгран из двух таймов по 20 минут каждый из-за холодной погоды.
5. ↑  Матч был сыгран из двух таймов по 30 минут каждый.
6. ↑  В перерыве и после матча на стадионе играл духовой оркестр железнодорожного управления Ланкашира и Йоркшира.

## Матчи резервного состава
| Дата            | Турнир                | Соперник                  | Д / В | Счёт |
| --------------- | --------------------- | ------------------------- | ----- | ---- |
| 3 октября 1885  | Малый кубок Ланкашира | Литам                     | В     | 3:6  |
| 10 октября 1885 | Товарищеский матч     | Маклсфилд                 | Д     | 5:2  |
| 28 ноября 1885  | Товарищеский матч     | Фернесс Вейл (резервисты) | Д     | 4:3  |
| 6 января 1886   | Товарищеский матч     | Лоуэр Херст (резервисты)  | В     | 0:1  |
| 16 января 1886  | Товарищеский матч     | Маклсфилд                 | В     | 2:8  |
| 13 февраля 1886 | Товарищеский матч     | Экклз                     | В     | 1:0  |
| 8 марта 1886    | Товарищеский матч     | Уэст Манчестер            | В     | 0:2  |
| 20 марта 1886   | Товарищеский матч     | Хотон Роверс              | В     | 3:3  |
| 27 марта 1886   | Товарищеский матч     | Тен Эйкрз (резервисты)    | Д     | 2:2  |
| 17 апреля 1886  | Товарищеский матч     | Гортон Вилла              | В     | 1:1  |

## Трансферы

### Пришли в клуб
| Дата        | Поз. | Имя           | Из клуба   | Прим. |
| ----------- | ---- | ------------- | ---------- | ----- |
| Апрель 1886 | Вр   | Роберт Бэкетт | неизвестно | [ 4 ] |